# 欧洲中央银行总部
欧洲中央银行总部位于德国法兰克福东区（Ostend），市中心东侧 。整體範圍包括前大市场大厅（Großmarkthalle）、新建的双子摩天大楼（185米、165米）以及连接两座摩天大楼的低层新建筑。該建設于2014年竣工，並在2015年3月18日正式啟用。
根据欧洲联盟基本条约，欧洲中央银行设在欧元区最大的金融中心法兰克福市界限内。欧洲中央银行此前曾设在歐元塔，由于此处缺乏办公空间，银行还设于法兰克福市中心另外三座高层建筑：欧罗特姆（Eurotheum）、日本中心, 以及新美因大街32–36号。
该建筑是欧洲的建筑标志，可容纳两倍于歐元塔中工作员工的人数。 该项目的总造价在13至14亿欧元之间。 总面积达18.5万平方米，因此建筑成本超过每平方米7000欧元。

## 建築
新建的主要辦公大樓由兩座塔樓組成，兩座塔樓由一個中庭相連。北塔有45層，屋頂高度為185米（607英尺），而南塔有43層，屋頂高度為165米（541英尺）。若包含天線，則北塔的高度可達到201米（659英尺）。歐洲央行新的辦公場所還包括建於1926年至1928年的大市場大廳，目前已經過翻新。

## 外部連結
- Documentary （页面存档备份，存于）
- Information, including video tour, in ECB website （页面存档备份，存于）
- Architect's website with page on the project